# Olympische Winterspiele 1984/Biathlon
Bei den XIV. Olympischen Winterspielen 1984 in Sarajevo fanden im Biathlon wie auch vier Jahre zuvor die drei Wettbewerbe Sprint, Einzel und Staffel statt. Austragungsort war Veliko Polje am Berg Igman. Das Zuschauerinteresse für den Biathlonsport war inzwischen deutlich gewachsen. Auch in den Medien, v. a. in der Fernsehberichterstattung, bekamen die Wettbewerbe einen deutlich höheren Stellenwert als in früheren Jahren. Dazu trug in Westdeutschland auch der große Erfolg des Peter Angerer bei, der hier einen kompletten Medaillensatz mit nach Hause nehmen konnte.
Im selben Jahr gab es auch für die Frauen zum ersten Mal Biathlon-Weltmeisterschaften, ausgetragen im französischen Chamonix. Um bei den Olympischen Spielen starten zu können, mussten die Frauen sich noch bis 1992 gedulden.

## Bilanz

### Medaillenspiegel
| Platz | Land           | Gold | Silber | Bronze | Gesamt |
| ----- | -------------- | ---- | ------ | ------ | ------ |
| 1     | BR Deutschland | 1    | 1      | 1      | 3      |
| 1     | Norwegen       | 1    | 1      | 1      | 3      |
| 3     | Sowjetunion    | 1    | –      | –      | 1      |
| 4     | DDR            | –    | 1      | 1      | 2      |

### Medaillengewinner
| Konkurrenz         | Gold                                                                                         | Silber                                                                        | Bronze                                                                                 |
| ------------------ | -------------------------------------------------------------------------------------------- | ----------------------------------------------------------------------------- | -------------------------------------------------------------------------------------- |
| Sprint 10 km       | Eirik Kvalfoss                                                                               | Peter Angerer                                                                 | Matthias Jacob                                                                         |
| Einzel 20 km       | Peter Angerer                                                                                | Frank-Peter Roetsch                                                           | Eirik Kvalfoss                                                                         |
| Staffel 4 × 7,5 km | Sowjetunion 0000Dmitri Wassiljew 0000Juri Kaschkarow 0000Algimantas Šalna 0000Sergei Bulygin | Norwegen 0000Odd Lirhus 0000Eirik Kvalfoss 0000Rolf Storsveen 0000Kjell Søbak | BR Deutschland 0000Ernst Reiter 0000Walter Pichler 0000Peter Angerer 0000Fritz Fischer |

## Ergebnisse

### Sprint 10 km
| Platz | Land | Sportler            | Zeit (min) | Fehler  |
| ----- | ---- | ------------------- | ---------- | ------- |
| 01    | NOR  | Eirik Kvalfoss      | 30:53,8    | 2 (1+1) |
| 02    | FRG  | Peter Angerer       | 31:02,4    | 1 (0+1) |
| 03    | DDR  | Matthias Jacob      | 31:10,5    | 0 (0+0) |
| 04    | NOR  | Kjell Søbak         | 31:19,7    | 1 (0+1) |
| 05    | URS  | Algimantas Šalna    | 31:20,8    | 2 (0+2) |
| 06    | FRA  | Yvon Mougel         | 31:32,9    | 2 (0+2) |
| 07    | DDR  | Frank-Peter Roetsch | 31:49,8    | 2 (2+0) |
| 0 8   | FRG  | Fritz Fischer       | 32:04,7    | 2 (1+1) |
| 09    | TCH  | Jan Matouš          | 32:10,5    | 3 (1+2) |
| 10    | URS  | Juri Kaschkarow     | 32:15,2    | 2 (0+2) |
|       |      |                     |            |         |
| 16    | FRG  | Walter Pichler      | 32:30,2    | 1 (1+0) |
| 17    | DDR  | Frank Ullrich       | 32:40,2    | 3 (1+2) |
|       |      |                     |            |         |
| 19    | ITA  | Gottlieb Taschler   | 33:04,9    | 1 (0+1) |
|       |      |                     |            |         |
| 22    | AUT  | Alfred Eder         | 33:17,9    | 2 (0+2) |
|       |      |                     |            |         |
| 29    | ITA  | Andreas Zingerle    | 34:07,5    | 5 (4+1) |
|       |      |                     |            |         |
| 32    | SUI  | Beat Meier          | 34:22,1    | 4 (1+3) |
|       |      |                     |            |         |
| 35    | ITA  | Johann Passler      | 34:31,4    | 4 (4+0) |
| 36    | AUT  | Rudolf Horn         | 34:46,0    | 4 (3+1) |
|       |      |                     |            |         |
| 39    | AUT  | Walter Hörl         | 35:02,6    | 5 (2+3) |
|       | …    |                     |            |         |

Datum: 14. Februar 1984, 9:00 Uhr

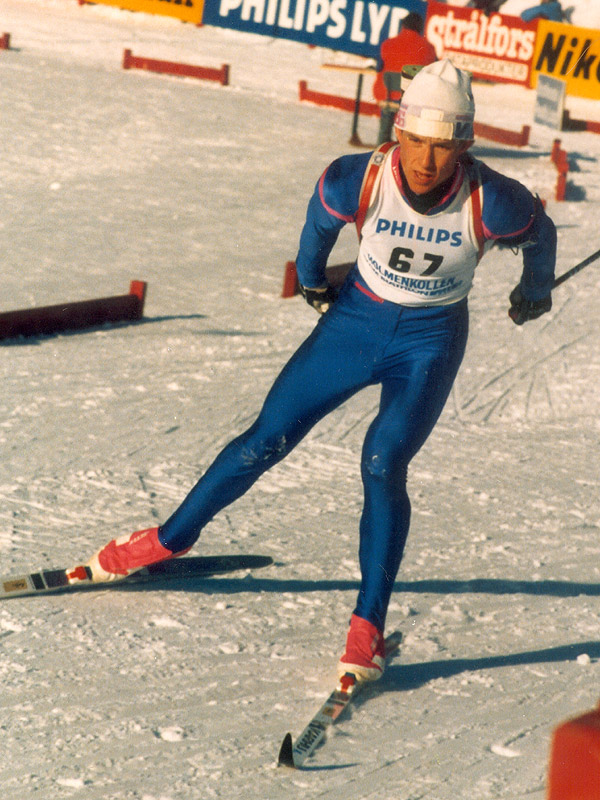
Der Sprintweltmeister des Vorjahres Eirik Kvalfoss gewann diesen Wettbewerb auch hier in Sarajevo

64 Teilnehmer aus 25 Ländern, davon 63 in der Wertung

### Einzel 20 km
| Platz | Land | Sportler            | Zeit (h)  | Fehler      |
| ----- | ---- | ------------------- | --------- | ----------- |
| 01    | FRG  | Peter Angerer       | 1:11:52,7 | 2 (0+1+1+0) |
| 02    | DDR  | Frank-Peter Roetsch | 1:13:21,4 | 3 (0+0+2+1) |
| 03    | NOR  | Eirik Kvalfoss      | 1:14:02,4 | 5 (2+1+1+1) |
| 04    | FRA  | Yvon Mougel         | 1:14:53,1 | 4 (1+0+2+1) |
| 05    | DDR  | Frank Ullrich       | 1:14:53,7 | 3 (1+1+0+1) |
| 06    | NOR  | Rolf Storsveen      | 1:15:23,9 | 4 (1+1+0+2) |
| 07    | FRG  | Fritz Fischer       | 1:15:49,4 | 4 (2+0+0+2) |
| 08    | SWE  | Leif Andersson      | 1:16:19,3 | 3 (1+0+2+0) |
| 09    | ITA  | Andreas Zingerle    | 1:16:21,7 | 4 (0+0+3+1) |
| 10    | TCH  | Jan Matouš          | 1:16:39,0 | 5 (0+0+1+4) |
|       |      |                     |           |             |
| 22    | FRG  | Ernst Reiter        | 1:20:37,4 | 5 (2+1+0+2) |
|       |      |                     |           |             |
| 29    | DDR  | Holger Wick         | 1:21:19,1 | 9 (3+2+2+2) |
|       |      |                     |           |             |
| 30    | AUT  | Franz Schuler       | 1:21:23,0 | 5 (0+1+2+2) |
| 31    | SUI  | Beat Meier          | 1:21:24,4 | 7 (0+2+2+3) |
|       |      |                     |           |             |
| 34    | AUT  | Alfred Eder         | 1:22:52,6 | 6 (1+2+1+2) |
|       |      |                     |           |             |
| 36    | AUT  | Rudolf Horn         | 1:23:10,8 | 8 (1+2+3+2) |
|       | …    |                     |           |             |

Datum: 11. Februar 1984, 9:00 Uhr
63 Teilnehmer aus 25 Ländern, davon 61 in der Wertung

### Staffel 4 × 7,5 km
| 01 | Sowjetunion 0000Dmitri Wassilijew 0000Juri Kaschkarow 0000Algimantas Schalna 0000Sergei Bulygin | 1:38:51,7 h 24:52,4 min 24:34,8 min 25:17,8 min 24:06,7 min | 0+5 / 2+4 0+1 / 0+1 0+3 / 0+0 0+1 / 2+3 0+0 / 0+0 |
| 02 | Norwegen 0000Odd Lirhus 0000Eirik Kvalfoss 0000Rolf Storsveen 0000Kjell Søbak                   | 1:39:03,1 h 26:56,2 min 23:27,6 min 24:46,5 min 23:53,6 min | 0+2 / 2+8 0+1 / 2+3 0+0 / 0+2 0+1 / 0+1 0+0 / 0+2 |
| 03 | BR Deutschland 0000Ernst Reiter 0000Walter Pichler 0000Peter Angerer 0000Fritz Fischer          | 1:39:05,1 h 26:01,9 min 25:13,5 min 23:39,3 min 24:10,4 min | 0+4 / 1+5 0+0 / 0+0 0+2 / 1+3 0+0 / 0+0 0+2 / 0+2 |
| 04 | DDR 0000Holger Wick 0000Frank-Peter Roetsch 0000Matthias Jacob 0000Frank Ullrich                | 1:40:04,7 h 26:01,2 min 23:52,6 min 24:32,8 min 25:38,1 min | 0+1 / 1+8 0+0 / 1+3 0+0 / 0+0 0+0 / 0+3 0+1 / 0+2 |
| 05 | Italien 0000Adriano Darioli 0000Gottlieb Taschler 0000Johann Passler 0000Andreas Zingerle       | 1:42:32,8 h 26:14,3 min 25:43,5 min 25:50,4 min 24:44,6 min | 0+1 / 0+8 0+0 / 0+3 0+0 / 0+1 0+1 / 0+3 0+0 / 0+1 |
| 06 | Tschechoslowakei 0000Jaromír Šimůnek 0000Zdenek Hák 0000Petr Zelinka 0000Jan Matouš             | 1:42:40,5 h 25:59,5 min 25:06,4 min 26:16,2 min 25:18,4 min | 0+4 / 4+7 0+2 / 0+0 0+2 / 0+1 0+0 / 1+3 0+0 / 3+3 |
| 07 | Finnland 0000Keijo Tiitola 0000Toivo Mäkikyrö 0000Arto Jääskeläinen 0000Tapio Piipponen         | 1:43:16,0 h 25:58,9 min 26:08,4 min 26:29,9 min 24:38,8 min | 0+4 / 2+6 0+2 / 0+0 0+1 / 1+3 0+0 / 0+0           |
| 08 | Österreich 0000Rudolf Horn 0000Walter Hörl 0000Franz Schuler 0000Alfred Eder                    | 1:43:28,1 h 26:17,2 min 25:48,6 min 26:18,7 min 25:03,6 min | 1+5 / 0+6 0+1 / 0+1 1+3 / 0+0 0+1 / 0+3 0+0 / 0+2 |
| 09 | Frankreich 0000Keijo Tiitola 0000Toivo Mäkikyrö 0000Arto Jääskeläinen 0000Tapio Piipponen       | 1:43:47,6 h 27:23,6 min 25:36,1 min 26:22,9 min 24:35,0 min | 3+6 / 0+4 2+3 / 0+2 0+0 / 0+0 1+3 / 0+2 0+0 / 0+0 |
| 10 | Österreich 0000Rudolf Horn 0000Walter Hörl 0000Franz Schuler 0000Alfred Eder                    | 1:44:28,2 h 27:02,0 min 25:23,4 min 26:04,9 min 25:57,9 min | 0+5 / 1+4 0+3 / 1+3 0+0 / 0+1 0+2 / 0+0 0+0 / 0+0 |
|    | …                                                                                               |                                                             |                                                   |

Datum: 17. Februar 1984, 9:00 Uhr
17 Staffeln am Start, alle in der Wertung